# BibloRed
BibloRed es la Red Distrital de Bibliotecas Públicas y Espacios Alternativos de Lectura de Bogotá ,Colombia. Es un sistema que propende porque los ciudadanos tengan la posibilidad de acercarse a los libros, la escritura, la oralidad, la información, el conocimiento, la cultura, la investigación, la ciencia, la tecnología y la innovación. Sus 145 espacios funcionan bajo la orientación de la Alcaldía Mayor de Bogotá, inicialmente a través de su Secretaría de Educación (2001-2013) y luego de su Secretaría de Cultura, Recreación y Deporte (2013 - Actualmente).
Desde 1998, BibloRed gestiona la información y el conocimiento, promueve la inclusión en la cultura escrita e incentiva el desarrollo de la oralidad entre los habitantes de la ciudad. Además, sus espacios están abiertos para la construcción pública del conocimiento y el empoderamiento cultural de las comunidades. A través de estos medios, fomenta la libertad y la prosperidad social e individual como herramientas fundamentales para el desarrollo humano.

## Estructura organizacional
Para 2024, BibloRed está conformada por 145 espacios de lectura en la ciudad: el libro se mueve en Transmilenio con las 12 Bibloestaciones; llega a todas las localidades con los 95 Paraderos Para libros Para Parques (PPP), el BibloMóvil, las Bibliotecas Itinerantes, 4 salas de lectura y 2 bibliotecas de la confianza; y, además, ofrece acceso a una colección de más de 600.000 materiales físicos en las 32 Bibliotecas Públicas (mayores, locales y de barrio) y más de 3'000.000 de recursos digitales en la Biblioteca Digital de Bogotá.
La Red es un programa de la Secretaría de Cultura, Recreación y Deporte de Bogotá que funciona bajo el modelo de concesión, en donde un ente privado administra y ejecuta dineros públicos. Desde un Nivel Central, su operador impulsa la ejecución del presupuesto en conjunto con las coordinaciones de cada una de las bibliotecas y garantiza la eficiencia en el manejo de los recursos, así como la calidad e innovación en sus programas y servicios.
Las bibliotecas de Bogotá, además de ofrecer libros, se han caracterizado por ser centros de actividad cultural, incluyendo espacios para actividades como exposiciones de arte, recitales musicales, proyecciones de películas, acceso a computadores, cursos de manualidades, laboratorios de cocreación, entre otros. Esto les ha permitido convertirse en centros dinamizadores de los barrios y localidades a las que pertenecen. Las cuatro grandes bibliotecas han sido ubicadas en parques públicos, de modo que, alrededor del edificio en donde se desarrollan las actividades bibliotecarias, se encuentran espacios para la actividad física y recreación.

## Misión y visión

### Misión
A través de esta infraestructura, BibloRed fomenta el acceso, con equidad, a la literatura, la lectura, la escritura y la oralidad. Además, contextualiza y construye, con competencia, calidad y responsabilidad, significaciones, espacios y medios que garantizar el derecho al conocimiento, la información, la cultura, el arte, el bienestar y la recreación de todos los grupos poblaciones y etarios. Todo orientado al desarrollo humano y a permitir el ejercicio de derechos de los ciudadanos.

### Visión
Para el 2021, BibloRed será apropiada por los ciudadanos y los colectivos sociales como un bien público que fomenta la interacción social, el acceso a la cultura, el conocimiento, el esparcimiento y la inclusión digital en articulación con otros programas de fomento públicos y privados.

### Historia
Creada en 1998, BibloRed abrió sus puertas al público en el año 2001 con los servicios de los parques Biblioteca Virgilio Barco, El Tunal - Gabriel García Márquez y El Tintal - Manuel Zapata Olivella. Ese mismo año se vincularon las bibliotecas locales y de barrio existentes en Bogotá. En el año 2010, se hizo entrega a la ciudad de la cuarta biblioteca mayor, la Biblioteca Julio Mario Santo Domingo. Los cuatro parques - biblioteca de BibloRed se han constituido en iconos arquitectónicos y urbanísticos de la ciudad que, junto con las bibliotecas locales y de barrio, representan la otra dimensión del espacio público al servicio del acceso a la información y la cultura.
Desde sus comienzos, bajo la consigna de abrir bibliotecas para todos, bibliotecas para la ciudad, BibloRed ha promovido una fuerte transformación de los imaginarios sociales de la biblioteca pública al garantizar espacios para todo tipo de públicos: niños, jóvenes, adultos, adultos mayores, mujeres, población LGBTI, minorías étnicas, entre otros, encuentran espacios de acceso e inclusión dentro de la Red de Bibliotecas Públicas. 
Durante la década de 2010, BibloRed se destacó en la encuesta 'Bogotá Cómo Vamos' por ser una de las entidades públicas con mejor gestión, desempeño y favorabilidad, logrando el reconocimiento ciudadano, como un importante valor público a la administración.

## Ubicación
Las bibliotecas que forman parte del proyecto BibloRed de la Secretaría de Cultura, Recreación y Deporte, se organizan en 5 nodos territoriales en la que cada biblioteca mayor tiene funciones de articulación programática y ejecución de actividades con las bibliotecas locales y de barrio presentes en el territorio de su competencia, atendiendo las directrices de la Dirección de Lectura y Bibliotecas.
Las bibliotecas amplían su radio de acción a través de programas de extensión con hospitales, hogares para niños, jardines infantiles, centros de rehabilitación, hogares de paso, comedores comunitarios, centros penitenciarios, ONGs y unidades de atención a desplazados, que apuntan a la construcción de tejido social y desarrollo comunitario.

## Premios
BibloRed ha obtenido reconocimientos importantes como el premio ATLA (Access to Learning Award) de la Fundación Bill & Melinda Gates en el año 2002. El periódico El Colombiano de Medellín premió a BibloRed como 'Colombiano Ejemplar', por ser una institución dedicada a construir un mejor país a partir de la lectura y la cultura. En el año 2003 'Lugares de cultura viva' otorgado por la Asociación Independiente de Periodistas, Escritores y Profesionales en Nuevas Tecnologías de la Comunicación de España (AIPEP). Bogotá tuvo igualmente el honor de ser designada por la UNESCO como la capital mundial del libro 2007. La Fundación Kreanta de España, seleccionó a BibloRed en el año 2008 en la modalidad de buenas prácticas, dentro del proyecto de cooperación cultural bilateral. En el año 2011 el Congreso de la República de Colombia, otorgó un reconocimiento especial a BibloRed en su 10 años de servicio a la ciudadanía, por ser la más importante red de gestión de información y conocimiento, que ha promovido la apropiación social de la lectura, la investigación, la cultura y las TIC, contribuyendo al mejoramiento de la calidad de vida de diferentes poblaciones, especialmente aquellas en condición de vulnerabilidad.
En septiembre de 2015 la Biblioteca Pública Julio Mario Santo Domingo perteneciente a BibloRed, fue finalista, debido a su modelo de gestión bibliotecaria, en el 'II Premio Nacional de Bibliotecas Públicas Daniel Samper Ortega' realizado por el Ministerio de Cultura y la Biblioteca Nacional de Colombia. En el mismo año, la Universidad Nacional de Colombia escogió tres de las bibliotecas de la Red dentro de las 10 bibliotecas públicas más innovadoras del país.

## Colecciones

### Colecciones físicas
- Libros
- Revistas y periódicos
- Audiovisuales (películas, documentales, música, entre otros)
- Material para personas con discapacidad visual (libros en Braille, audiolibros, software especializados)

- Colecciones locales (Planes de desarrollo, trámites, historia local)

### Colecciones digitales - Biblioteca Digital de Bogotá
La Biblioteca Digital de Bogotá es un canal de acceso remoto a todo tipo de contenidos seleccionados y organizados en diferentes áreas del conocimiento. Es además un espacio de encuentro en torno al aprendizaje, la autoformación, el intercambio de conocimiento, la investigación y la participación ciudadana. Es también un espacio para la divulgación de la literatura, la historia, la memoria y la cultura de Bogotá y sus habitantes.
Su buscador permite acceder a los recursos digitales y físicos de la Red Distrital de Bibliotecas Públicas de Bogotá BibloRed, entre los que se cuentan:
- Plataformas de libros y revistas, en donde se pueden consultar:
  - Más de 22.500 novelas, cuentos, cómics y libros de ficción, no ficción y poesía para todas las edades.
  - Más de 1600 libros técnicos sobre informática, medicina, física, biología y química para estudiantes, expertos e interesados.
  - Más de 60 revistas con textos periodísticos, noticias y fotografía especializada para todos los gustos.

- Bases de datos que brindan la posibilidad de acceder a: 
  - Más de 90 artículos sobre desarrollo empresarial para emprendedores e investigadores.
  - Más de 10.500 documentos jurídicos de uso diario en el sistema legal colombiano.
  - Más de 180 cursos en video para aprender en línea sobre gastronomía y recursos forestales.
  - Más de 45.000 partituras de música clásica y blues.
  - Más de 500.000 audios de bandas sonoras, música clásica, jazz y blues.
  - Más de 3.500 juegos educativos para niños y jóvenes.

- Plataforma con colecciones especiales conformadas por:
  - Libros de literatura que tienen a Bogotá como protagonista, personaje o escenario.
  - Libros, testimonios sonoros y videos sobre la memoria e historia de las localidades de Bogotá.
  - Libros y material teórico y didáctico para profesores, mediadores de lectura y escritura de la ciudad.
  - Colecciones patrimoniales con fotografías, mapas, archivos sonoros y de vídeo sobre la historia de Colombia

La Biblioteca Digital de Bogotá se diseñó mediante un proceso participativo con discusiones públicas entre instituciones distritales, comunidades académicas y habitantes de la ciudad. En él, se abrieron espacios de discusión a través de foros presenciales, correos electrónicos, encuestas virtuales y una hackatón que desembocó en la construcción de su primer prototipo. A partir de allí se diseñó un sistema escalable basado en las prácticas del emprendimiento y la innovación, que crecerá paulatinamente a partir de alianzas y proyectos con temáticas específicas de interés ciudadano.

## Programas

### Promoción de Lectura, Escritura y Oralidad
Es un programa que integra un conjunto de acciones y estrategias que favorecen el acceso a la cultura escrita y otros medio, mediante el encuentro con una amplia diversidad de textos, promoviendo la lectura y la escritura como prácticas sociales y culturales que permiten el acceso, uso y transformación de la información y el conocimiento, la apreciación estética y el ejercicio de la función simbólica del lenguaje, así como el ejercicio de la ciudadanía y la participación social.

### Fomento a la cultura
Programación permanente de actividades culturales como conferencias, exposiciones, talleres, teatro, música, cine foros y seminarios.

### Extensión bibliotecaria
Actividades especiales destinadas a brindar servicios de información y programas de promoción de lectura a las comunidades que no tienen fácil acceso a la infraestructura de la biblioteca.

### Formación de usuarios
Programa transversal a los servicios y programas que desarrolla la biblioteca, el cual incluye diferentes estrategias, programas, alfabetización tecnológica, actividades o situaciones que orientan, educan y/o instruyen a los usuarios en el aprovechamiento de los recursos de información y de la información en sí misma.

### Ludotecas
Espacios en donde se desarrollan actividades que favorecen el aprendizaje y la construcción de conocimiento, a través de la lúdica, la recreación y la educación para el ocio y el tiempo libre.